# 中国—科摩罗关系
中國—科摩羅關係（法語：Relations entre la Chine et la Comores），是指歷史上的中國和科摩羅、以至中华人民共和国和科摩羅聯盟之間的雙邊關係。根據考古發現和一些需要查證的說法，中國與科摩羅在古代已有聯繫；現代的科摩羅在1975年11月13日與中華人民共和國建立外交關係，中華人民共和國由此成為首個與科摩羅建交的國家。兩國現有經貿和文化上的交流，中國亦對科摩羅施以援助。

## 歷史

### 古代
中國與科摩罗之間的聯繫可追溯至古代，科摩罗曾發現唐朝時的瓷片:518，當地島嶼昂儒昂島也出土了兩片南宋時的中國青瓷:87。有指，明朝時七下西洋的鄭和船隊在航行過程中曾途經科摩羅群島，但這說法需要進一步考證。
科摩罗最早的華人來自馬達加斯加，他們只到了科摩羅群島中的馬約特島（現為法國海外省，主權有爭議），沒有到達今科摩罗的其他领土。1894年上半年，共54名中國人來到非洲的法國属地，其中包括科摩羅:158。

### 現代
1973年12月，联合国大会通过决议，确认科摩羅群島的领土完整，并要求統治當地的法国维护科摩羅的统一與完整；中華人民共和國在联合国的代表赞成這項决议，並認為马约特岛必須交給科摩羅人民:179–180。科摩羅在1975年7月6日宣布独立建國:179，中華人民共和國總理周恩来於同月12日致电科摩羅領導人艾哈邁德·阿卜杜拉，承认科摩罗建國並祝贺該國独立:201；中華民國國民大會出版的《世界各國憲法大全》認為，科摩羅的獨立、政黨組織和憲法深受共產主義思想影響，並直接和間接地受中國共產黨的鼓勵:32。
1975年11月13日，中華人民共和國與科摩羅建交:387，是首個與科摩罗建立外交關係的国家。
1976年，联合国安理会讨论了马约特的主权归属问题，在当时安理会的成员中，包括中国在内的11国支持科摩罗对马约特的主权要求，但因为法国的否决，使得这一决议未能通过。
2024年9月2日，两国建立战略伙伴关系。

## 經貿關係
根據經濟複雜性研究中心網站上的數據，中国大陸到科摩羅的出口貿易在1995年至2008年一直呈上升趨勢，並在2008年超過4,000萬美元以上，雖曾下降至2011年的接近2,000萬美元，但其後回升至2013年的超過一億美元；貨品類別方面，家具的出口額亦在2010年至2013年呈上升趨勢。科摩羅到中国大陸的出口額曾在2008年至2009年達到40萬美元左右的高峰，丁香在出口額中佔了相當大的比重；科摩羅到中国大陸的出口額其後在2011年跌至不足五萬美元，雖然在2012年回升至超過10萬美元（其中大部分是機械產品），但於2013年再次下降。
| 年份   | 中国向科摩罗出口额 | 中国自科摩罗进口额 | 中科贸易总额 | 中国贸易顺差 |
| ------ | ------------------ | ------------------ | ------------ | ------------ |
| 2015年 | 4728               | 2                  | 4730         | 4725         |
| 2016年 | 4836               | 1                  | 4837         | 4834         |
| 2017年 | 6776               | 4                  | 6780         | 6772         |
| 2018年 | 7920               | 3                  | 7922         | 7912         |
| 2019年 | 7369               | 2.7                | 7372         | 7365         |
| 2020年 | 5054               | 11.7               | 5066         | 5043         |

## 文化關係
科摩罗大学設立了孔子課堂，由該校和大连大学共同承建，於2014年7月揭牌成立。中華人民共和國在1982年開始向科摩罗的學生提供奖学金名额，並在2011至2012年度向該國提供49个名额。另一方面，在北京外国语大学等一些中国的高等院校，也有教师教授科摩罗的官方语言之一的科摩罗语。
中華人民共和國與科摩罗簽訂了文化合作协定，中國的藝術表演團體曾多次訪問科摩罗，而中國也在當地舉辦了多個文化活动，例如电影放映、手工艺作品展覽等。2015年9月，大连大学的巡演表演团到訪科摩罗，進行舞蹈、中樂等表演，獲該國教育部部长宴请。

## 援助
中華人民共和國對科摩羅提供醫療援助，例如在1994年起共派遣了10批醫療隊援助科摩羅（數據截至2015年9月），這些醫療隊員曾為科摩羅民眾提供免費诊断服務；此外，中國亦向科摩罗赠送外科手術设备和药品，在昂儒昂島援建医院，並計劃派专家為当地的白内障患者進行恢復視力手术。科摩罗曾經盛行疟疾，中華人民共和國的政府機關和企業合共提供了8,000万人民币的经费，让科摩罗採用青蒿素防治疟疾；广州中医药大学的团队到科摩罗開展清除疟疾项目，超过223万人次參與計劃，服用抗疟疾的药品，該國最終在2014年達到了疟疾感染率下降和零死亡。
除了醫療援助外，中華人民共和國亦曾為科摩羅援建設施，例如火力發電廠、体育场等。
在2019冠状病毒病疫情期间，中国和科摩罗互相支援。2020年2月10日，科摩罗的“科中友好协会”向中国捐赠100欧元，以支持中国人民的抗疫行动。中国网民评价“千里送鹅毛，礼轻情意重”。2021年3月，中国向科摩罗派遣12人的医疗队以及一批新冠疫苗，支援科摩罗抗击疫情。6月结束任务回国时，科摩罗总统阿扎利向12名来自广西的中国援科摩罗短期抗疫医疗队队员颁授科摩罗最高荣誉勋章——“科摩罗绿新月骑士勋章”，并亲笔签发荣誉证书。

## 外部連結
- 中华人民共和国驻科摩罗联盟大使馆官方网站（简体中文）（法文）
  - 中华人民共和国驻科摩罗联盟大使馆经贸之窗官方网站（简体中文）